# مانوئل دوس سانتوس (بازیکن فوتبال)
مانوئل دوس سانتوس (انگلیسی: Manuel dos Santos؛ زادهٔ ۲۸ مارس ۱۹۷۴) بازیکن فوتبال اهل فرانسه است.
از باشگاه‌هایی که در آن بازی کرده‌است می‌توان به باشگاه فوتبال استراسبورگ، آ.اس موناکو، باشگاه فوتبال بنفیکا، باشگاه ورزشی مون‌پلیه، و باشگاه فوتبال المپیک مارسی اشاره کرد.
وی همچنین در تیم ملی فوتبال زیر ۲۱ سال فرانسه بازی کرده‌است.